# Арматана
Арматана — страна или область, сведения о которой сохранились в клинописных текстах. Интерпретируется как древняя гипотетическая прародина наири (урмейцев, аримов) основателей страны Урарту. Названия Арматаны происходит от хеттского названия этой страны Араванна(I҆rwnt), известной Птолемею как Арауэна (Arauene). Птолемей же отметил(V, 7, 11), что из Арауэны сформировалась часть Малой Армении, включавшая в себя обе области:Катаонию и Мелитену. Существовало с XVI века до н.э по XIV век до н.э.
Известно, что Хеттский царь Тудхалия III (Тутхалияс III, он же Ташми-Шарри Таšmi-Šаrriš) вёл неудачные войны с государством Арматана, которое продвинуло свои границы на юго-западном направлении. Воины страны Арматана дошли до границ царства Киццувадны.
Фрагментарно сохранившийся список деяний сына Тудхалия III Суппилулиума I (Деяния Суппилулиумы) сообщает, что он атаковал Арматану, но результат этой войны не известен. Положение хеттов усугублялось тем, что Арматану была союзником Митанни, которое, в свою очередь, было союзным Египту, а ослабленное войной и территориальными потерями Хеттское царство ни при каких обстоятельствах не хотела конфликта с Египтом, управлявшимся Аменхотепом III.
Согласно теории С. Т. Еремяна древнее лувийско-хурритское государственное объединение (царство) Арматана располагалась в западной части Армянского нагорья в XVIII—XVI веках до н. э., граничила с Мелидом (дом Торгома, впоследствии область Мелитена) на западе, и с Киццувадной на юго-западе. Наследникaми Арматаны были царство Арме-Шубриa, располагавшееся на юго-западе Армянского нагорья, и царство Хайаса - Ацци, располагавшееся на северо-западе Армянского нагорья.
Если же учесть тот факт, что первым индоевропейским пластом в этногенезе армян был хетто-лувийский пласт, то становится ясно, что страна Арматана являлась ещё одной родиной древних племён, из которых сформировался армянских народ («Мушское царство Алзи XII—IX вв. до н. э., также можно рассматривать в качестве зачатка армянской государственности, а также, любое хурритское, урартское или лувийское государство на территории Армянского нагорья, созданные людьми, потомки которых влились в армянский народ»).